# Piaski (Jędrzejów)
Pour les articles homonymes, voir Piaski.
Piaski est une localité polonaise de la gmina et du powiat de Jędrzejów en voïvodie de Sainte-Croix.